# والنتین دژیما
والنتین دژیما (انگلیسی: Valentyn Dzhima؛ زادهٔ ۲۱ سپتامبر ۱۹۶۵) ورزشکار ورزش دوگانه اهل اوکراین است.وی همچنین از ورزشکاران دوگانه در بازی‌های المپیک زمستانی ۱۹۹۴ بوده است.